# 田中千也
田中 千也（たなか ？）は江戸時代中期の佐渡奉行所地役人。佐渡田中家8代。

## 経歴
前田有淑の三男として生まれ、田中盛以の養子となった。享保5年（1720年）定床屋番役、享保6年（1721年）筋金所役、享保8年（1723年）小木番所役、享保10年（1725年）書役、享保12年（1727年）大間番所役、享保14年（1729年）金銀改役、同年地方役、享保20年（1735年）目付役。
寛保3年（1743年）金蔵定番役、延享2年（1745年）小木番所定番役、延享4年（1747年）在方役。寛延2年（1749年）5月2日退職し、5月11日49歳で死去した。法名は悟心院大誉廓然。

## 親族
- 実父：前田弥左衛門有淑[3] - 留守居役辻露元実子[1]、前田六兵衛[1]友淑[3]養子。金蔵定番役[1]。
- 実母 - 鳥井嘉左衛門娘、久保十右衛門養女[1]。
  - 実姉 - 辻六郎右衛門後家[1]。
  - 実姉 - 古藤休宝後家[1]。
- 養父：田中盛以
- 養母：きち - 辻春興了純娘[3]。
  - 義弟：田中左右次[1]
  - 義妹 - 岸野八郎左衛門後家[1]。
- 先妻 - 田中盛以娘[1]。
- 後妻：鶴子[4]（買石原田孫兵衛娘[2]、元禄13年（1700年） - 天明3年（1783年）8月4日[4]）
- 男子：田中美真
  - 娘2人同居[1]。
  - 娘 - 千葉五郎右衛門妻[1]。